# ドアーズ (1991年の映画)
『ドアーズ』（原題: The Doors）は、1991年のアメリカ映画。1960年代後半から1970年代初頭にかけて活躍したアメリカのロックバンド「ドアーズ」のヴォーカリストであるジム・モリソンの半生と彼の恋人パメラ・カーソンとの愛情を描いた伝記的映画である。
本作は、監督を務めたオリバー・ストーンの『プラトーン』『7月4日に生まれて』に続く1960年代のアメリカ社会を描いた三部作の完結篇にあたる。

## ストーリー
ベトナム戦争での北爆やマルコムXの暗殺などでゆれる1965年、UCLAで映画を学んでいる学生のジム・モリソン（ヴァル・キルマー）は、ある日瞳のきれいな少女パメラ（メグ・ライアン）に一目惚れし、付き合うようになる。ジムは詩を愛する青年で、その才能を評価するレイ（カイル・マクラクラン）らとロックバンド「ザ・ドアーズ」を結成し、デビューする。
ドアーズのライブは評判となり栄光を勝ち得たかに思えたが、当時のアメリカの世相を反映して次第に反逆のカリスマとして祭り上げられるようになるとジムの行動もエスカレートし、破綻をきたす。パメラはジムを信じて支えようとするが衝突する事も多くなり、1971年、アメリカ独立記念日の前日にジムの突然の死によって愛情は引き裂かれ、その後パメラもジムの後を追うように自殺を遂げるのだった。

## キャスト
※括弧内は日本語吹替
- ジム・モリソン - ヴァル・キルマー（山寺宏一）
- パメラ・カーソン（英語版） - メグ・ライアン（勝生真沙子）
- レイ・マンザレク - カイル・マクラクラン（大塚芳忠）
- ロビー・クリーガー - フランク・ホエーリー（中原茂）
- ジョン・デンスモア - ケヴィン・ディロン（星野充昭）
- パトリシア・ケニーリー（英語版） - キャスリーン・クインラン（高島雅羅）
- ポール・ロスチャイルド - マイケル・ウィンコット（津田英三）
- トム・ベイカー（英語版） - マイケル・マドセン（大塚明夫）
- ビル・シドンズ（英語版） - ジョシュ・エヴァンス（高宮俊介）
- ドッグ - デニス・バークレイ（加藤正之）
- キャット - ビリー・アイドル（稲葉実）
- ドロシー - ケリー・アン・ヒュー
- 写真家 - ミミ・ロジャース
- アンディ・ウォーホル - クリスピン・グローヴァー
- エディ - ジェニファー・ルービン
- ニコ - クリスティーナ・フルトン
- ウォーホルの広報担当 - ポール・ウィリアムズ